# Experiment IV
Experiment IV è un singolo della cantante inglese Kate Bush tratto dal Greatest Hits The Whole Story del 1986.

## Il brano
La canzone racconta di un piano militare segreto per creare un suono così terribile da arrivare a uccidere la gente. Il finale della storia è incerto ma nel videoclip quasi tutti quelli che lavorano sul progetto rimangono uccisi dal suono che viene prodotto dalla stessa Kate Bush, la quale si trasforma da una donna angelica in una banshee.
Al brano collabora Nigel Kennedy al violino, che a un certo punto riproduce la famosa colonna sonora di Bernard Herrmann del film Psyco di Alfred Hitchcock.

## Versioni
- 1986 – Kate Bush, Experiment IV, 45gg, EMI EMI – KB5, Regno Unito, prodotto da Kate Bush[1]. Questa versione contiene i brani seguenti:

1. "Experiment IV"
2. "Wuthering Heights (new vocals)"

- 1986 – Kate Bush, Experiment IV, 45gg, EMI EMI – 12KB5, Regno Unito, prodotto da Kate Bush[2]. Questa versione contiene i brani seguenti:

1. "Experiment IV (12" Mix)" - 6:38
2. "Wuthering Heights (new vocals)" - 4:57
3. "December Will Be Magic Again" - 4:50